# Sydney Boehm
Sydney Boehm (* 4. April 1908 in Philadelphia, Pennsylvania; † 25. Juni 1990 in Woodland Hills, Los Angeles) war ein US-amerikanischer Drehbuchautor und Filmproduzent. Er war ein Spezialist für Genrefilme, insbesondere Kriminalfilme und einer der produktivsten Film-noir-Drehbuchautoren.

## Leben
Boehm kam recht spät zum Film, bis 1947 war er Reporter, der seine Erfahrungen als Gerichtsreporter in seine Drehbücher einbrachte. Bis auf zwei, fußten all seine Drehbücher auf der Zusammenarbeit mit anderen Autoren oder deren vorheriger Bearbeitung.
In den 1950er Jahren war er nacheinander bei den Filmgesellschaften Paramount Pictures und 20th Century Fox fest unter Vertrag. Später schrieb Boehm nicht nur Drehbücher, sondern produzierte auch einige der darauf basierenden Filme. Er blieb bis 1971 aktiv.
Neben seinem ersten Drehbuch, das er für den Film Anklage: Mord schrieb, waren wichtige Punkte in seiner Karriere die Filme Side Street (1949), der SciFi-Film Der jüngste Tag (1951), Sieben Diebe (1960), Die Stadt der tausend Gefahren (1952) – für den er für den Drehbuchoscar nominiert wurde –, das Drehbuch für Fritz Langs Heißes Eisen (1953) – für das er zusammen mit William P. McGivern mit dem Edgar Allan Poe Award ausgezeichnet wurde –, sowie zwei weitere Adaptionen von Büchern von William P. McGivern, Heißes Pflaster (1954) und Blutige Straße (1955). Zum Ende seiner Karriere war Boehm auch an einigen Western beteiligt, wie beispielsweise Vergeltung ohne Gnade und Als Jim Dolan kam (1967).

## Filmografie (Auswahl)
- 1947: Anklage: Mord (High Wall)
- 1949: Alarm in der Unterwelt (The Undercover Man)
- 1949: Side Street
- 1950: Die Tote in den Dünen (Mystery Street)
- 1950: Das Brandmal (Branded)
- 1950: Menschen ohne Seele (Union Station)
- 1951: Der jüngste Tag (When Worlds Collide)
- 1952: Die Stadt der tausend Gefahren (The Atomic City)
- 1952: Der weiße Sohn der Sioux (The Savage)
- 1953: Heißes Eisen (The Big Heat)
- 1954: Kampf am roten Fluß (Siege at Red River)
- 1954: Das Geheimnis der Inkas (Secret of the Incas)
- 1954: Unter zwei Flaggen (The Raid)
- 1954: Heißes Pflaster (Rogue Cop)
- 1954: Schwarzer Freitag (Black Tuesday)
- 1955: Sensation am Sonnabend (Violent Saturday)
- 1955: Drei Rivalen (The Tall Men)
- 1955: Blutige Straße (Hell on Frisco Bay)
- 1955: Gefangene des Stroms (The Bottom of the Bottle)
- 1956: Bungalow der Frauen (The Revolt of Mamie Stover)
- 1958: Die Pranke des Tigers (Harry Black)
- 1959: Ungebändigt (Woman Obsessed)
- 1960: Sieben Diebe (Seven Thieves)
- 1960: Vergeltung ohne Gnade (One Foot in Hell)
- 1964: Sylvia
- 1966: Als Jim Dolan kam (Rough Night in Jericho)